# Biadacz (Kluczbork)
Biadacz (deutsch Ludwigsdorf) ist ein Ort der Gmina Kluczbork in der Woiwodschaft Opole in Polen.

## Geographie

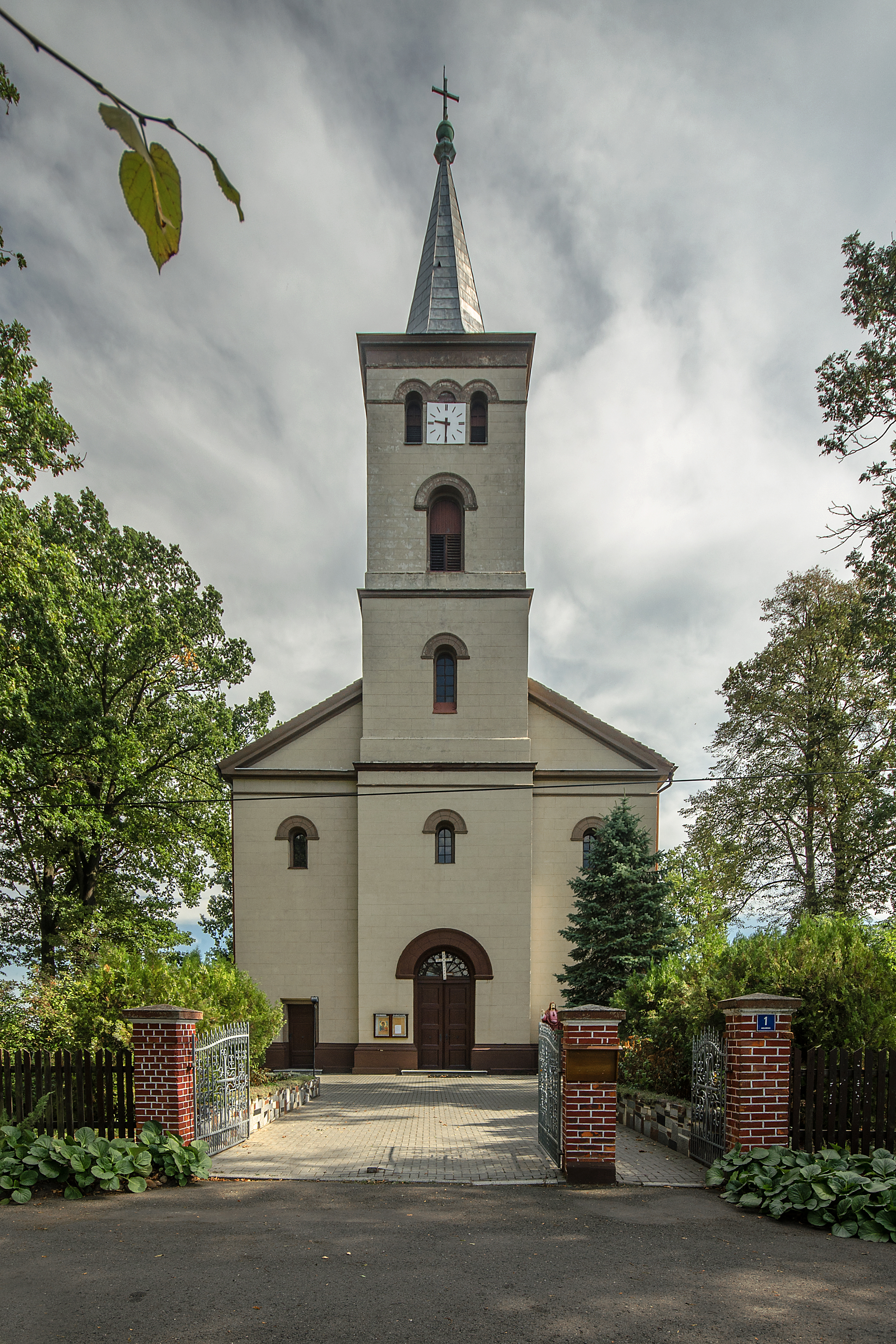
Josef-der-Arbeiter-Kirche

Biadacz liegt im nordwestlichen Teil Oberschlesiens im Kreuzburger Land. Biadacz liegt rund acht Kilometer nordöstlich vom Gemeindesitz Kluczbork und etwa 53 Kilometer nordöstlich der Woiwodschaftshauptstadt Oppeln. Durch den Ort verläuft die überörtliche Landesstraße Droga krajowa 45. Durch den Ort verläuft der ausgewiesene Fahrradrundweg Gościnne zagrody.
Nachbarorte von Biadacz sind im Nordwesten Kobyla Góra (dt. Wesendorf), im Osten Dębina (Dupine) und im Südwesten Bogdańczowice  (Wüttendorf) und im Westen Kujakowice Górne (Ober Kunzendorf).
Zu Biadacz zählen die Weiler Brodnica (Buddenbruk), Kamienisko (Steinberg), Przybkowice (Prittwitz) und Wrzosy (Heidelinden).

## Geschichte
Der Ort wird 1402 erstmals als Ludwigisdurff erwähnt.
Zwischen 1842 und 1843 wurde die Josef-der-Arbeiter-Kirche erbaut. 1845 bestand das Dorf aus einer evangelischen Kirche, einer evangelischen Schule, einer Eisensteingrube und weiteren 118 Häusern. Im gleichen Jahr lebten in Ludwigsdorf 894 Menschen, davon 164 katholisch und 25 jüdisch. 1874 wird der Amtsbezirk Ludwigsdorf gegründet. Erster Amtsvorsteher war der Erbschultiseibesitzer Fedor Paur aus Ludwigsdorf.
1933 lebten in Ludwigsdorf 1028 Menschen. 1939 hatte der Ort wiederum 953 Einwohner. Bis 1945 gehörte das Dorf zum Landkreis Kreuzburg O.S.
Als Folge des Zweiten Weltkriegs fiel Ludwigsdorf 1945 wie der größte Teil Schlesiens unter polnische Verwaltung. Nachfolgend wurde der Ort in Biadacz umbenannt und der Woiwodschaft Schlesien angeschlossen. 1950 wurde es der Woiwodschaft Oppeln eingegliedert. 1961 wurde in Biadacz eine Grundschule eingerichtet. 1999 kam der Ort zum neu gegründeten Powiat Kluczborski (Kreis Kreuzburg). Im Jahr 2013 beschloss die Gemeinde die Schließung der Schule in Biadacz. Seit dem 1. September besuchen die Schulkinder die Grundschule in Bąków.

## Sehenswürdigkeiten
- Die heutige römisch-katholische Josef-der-Arbeiter-Kirche wurde zwischen 1842 und 1843 im spätklassizistischen Stil als evangelische Dorfkirche erbaut.[7] Die Kirche wurde 1967 unter Denkmalschutz gestellt.[8]